# Pittosporum viburnifolium
Pittosporum viburnifolium är en tvåhjärtbladig växtart som beskrevs av Bunzo Hayata. Pittosporum viburnifolium ingår i släktet Pittosporum och familjen Pittosporaceae. Inga underarter finns listade.